# 根來新之助
根來 新之助（ねごろ しんのすけ、1987年〈昭和62年〉8月19日 - ）は、日本のプロバスケットボール選手。大阪府岸和田市出身。ポジションはスモールフォワード。B3リーグ・香川ファイブアローズ所属。
大学時代の同級生に女子プロボクシング元世界チャンピオンの真道ゴーがいる（真道もバスケ部所属だったが、1年で中退）。

## 来歴
岸和田市立久米田中学校、大阪府立岸和田高等学校から天理大学に進み、4年次に2009年ユニバーシアード代表に選出された。
2010年、パナソニックに入社。バスケットボール部に所属し、2013年に休部となったパナソニックの後継として創設される和歌山トライアンズに移籍した。
2014年6月3日、トライアンズを自由契約になる。
2014年7月2日、兵庫ストークス（現神戸ストークス）と契約。
2016年、大阪エヴェッサに移籍。
2019年、シーホース三河に移籍。
2022年、三遠ネオフェニックスに移籍。しかし在籍1年で契約満了となった。
2023年6月29日にファイティングイーグルス名古屋と契約を結んだ。
2024年5月29日に香川ファイブアローズへ移籍した。

## 日本代表歴
- 2009年 ユニバーシアード